# السفوله الطالعية (شبام)
'

تعديل مصدري - تعديل

السفوله الطالعية هي إحدى قرى عزلة شبام بمديرية شبام التابعة لمحافظة حضرموت، بلغ تعداد سكانها 492 نسمة حسب تعداد اليمن لعام 2004.